# Кулинич, Николай Андреевич
Никола́й Андре́евич Кули́нич (укр. Микола Андрійович Кулінич; род. 19 июля 1953, Киев, Украинская ССР) — украинский государственный и политический деятель, дипломат. Специалист-международник из Азиатско-Тихоокеанского региона. Чрезвычайный и Полномочный Посол Украины в Австралии (2015—2021), в Японии (2006—2013) и на Филиппинах (2007—2013) по совместительству.

## Биография
Родился 19 июля 1953 года в Киеве.
Окончил Киевский государственный университет имени Тараса Шевченко по специальности «Международные отношения». Кандидат исторических наук.
В 1988—1991 годах работал доцентом кафедры международных отношений и международного права Киевского государственного университета имени Тараса Шевченко. Начал свою работу ассистентом, старшим преподавателем кафедры международных отношений и международного права Киевского государственного университета имени Тараса Шевченко.
В 1991—1993 годах был первым заместителем директора Института международных отношений Киевского государственного университета имени Тараса Шевченко.
С 1992 по 1994 год — заведующий кафедрой международных организаций и дипломатической службы Института международных отношений Киевского государственного университета имени Тараса Шевченко.
С 1994 по 1997 год — советник Посольства Украины в Японии, Токио.
С 1997 по 1998 год — советник-посланник Посольства Украины в Японии, Токио.
С 1998 по 2001 год — заместитель начальника пятого территориального управления (Азиатско-Тихоокеанский регион, Ближний Восток, Африка) МИД Украины.
С июня 2001 по ноябрь 2003 года — советник-посланник Посольства Украины в Республике Корея, Сеул.
С ноября 2003 по февраль 2007 года — ректор Дипломатической академии Украины при МИД Украины.
С 22 ноября 2006 по 29 января 2013 года — Чрезвычайный и Полномочный Посол Украины в Японии.
С 2 октября 2007 по 29 января 2013 года — Чрезвычайный и Полномочный Посол Украины на Филиппинах по совместительству.
С 24 сентября 2015 по 6 октября 2021 года — Чрезвычайный и Полномочный Посол Украины в Австралии.
С 2022 года декан факультета права и международных отношений Киевского университета имени Бориса Гринченко.

## Награды
- Орден Восходящего Солнца 2-й степени (Япония)[7]